# Friedrich Wilhelm Hemprich
Friedrich Wilhelm Hemprich (* 24. Juni 1796 in Glatz, Grafschaft Glatz; † 30. Juni 1825 in Massawa, Osmanisches Reich) war ein preußischer Naturforscher, Zoologe und Arzt.

## Leben
Hemprich studierte an der Universität Breslau und der Friedrich-Wilhelms-Universität zu Berlin Medizin und wurde zum Dr. med. promoviert. In Berlin befreundete er sich mit Christian Gottfried Ehrenberg, der ebenfalls ein großes Interesse für Naturgeschichte besaß. Im Jahre 1820/21 wurden beide von Martin Lichtenstein auf eine Expedition nach Ägypten eingeladen, die sie als Naturforscher unterstützen sollten. Die Reise ging von Kairo nach Derna. Auf einer zweiten Expedition von 1821 bis 1825 reisten sie den Nil entlang nach Süden, durchquerten die Wüste Sinai und den Libanon und bereisten das Rote Meer. Unterwegs sammelten sie naturhistorische Proben. Hemprich starb im Hafen von Massawa an der Malaria.
Hemprich war Angehöriger der Corps Teutonia Breslau und Borussia Breslau (1819). Im Jahr 1820 wurde er in die Deutsche Akademie der Naturforscher Leopoldina gewählt. Sein Bruder war der Cudowaer Brunnenarzt Carl Heinrich Hemprich (1798–1844).

## Werke
- Symbolæ physicæ. Mittler, Berlin 1828–33 pm. (co: Christian Gottfried Ehrenberg)
- Naturgeschichtliche Reisen durch Nord-Afrika und West-Asien in den Jahren 1820 bis 1825 von Dr. W. F. Hemprich und Dr. C. G. Ehrenberg, Historischer Theil. Mittler, Berlin 1828 pm (Digitalisat).
- Reisen in Aegypten, Libyen, Nubien und Dongala. Mittler, Berlin, Posen, Bromberg 1828 pm (Digitalisat).
- Grundriß der Naturgeschichte für höhere Lehranstalten. Rücker, Berlin 1820–29 pm.

## Dedikationsnamen
Zwei Vogelarten sind nach Friedrich Wilhelm Hemprich benannt:
- Hemprichmöwe
- Hemprich-Toko